# Summer 08
Summer 08 è il quinto album in studio del gruppo di musica elettronica inglese Metronomy, pubblicato nel 2016.

## Tracce
1. Back Together – 3:40
2. Miami Logic – 3:20
3. Old Skool – 5:13
4. 16 Beat – 3:16
5. Hang Me Out to Dry (feat. Robyn) – 3:50
6. Mick Slow – 5:02
7. My House – 3:19
8. Night Owl – 4:28
9. Love's Not an Obstacle – 3:15
10. Summer Jam – 3:43